# Symfonische jazz
Symfonische jazz  is jazzmuziek die gekenmerkt wordt door lang uitgesponnen nummers vol tempo- en themawisselingen, waarin niet zelden elementen van de klassieke muziek zijn verwerkt. 
Het genre is ontstaan in de jaren twintig, toen orkestleider Paul Whiteman de componist George Gershwin benaderde voor een compositie voor piano en jazzband, die uitmondde in Rhapsody in Blue. Later, in de jaren dertig, componeerde Ervín Schulhoff veel symfonische jazz. In de 21e eeuw wordt het genre nog steeds beoefend door onder anderen Barbara Dennerlein, bijvoorbeeld op het virtueel pijporgel.
Kenmerkend voor symfonische jazz is het gebruik van elementen uit de klassieke muziek, zoals klassieke muziekinstrumenten, thema's of compositieschema's. 
Het genre wordt ook wel tot de progressieve jazz gerekend, ter onderscheiding van de meer commerciële, gemakkelijk in het gehoor liggende jazz. 